# Золотой гол

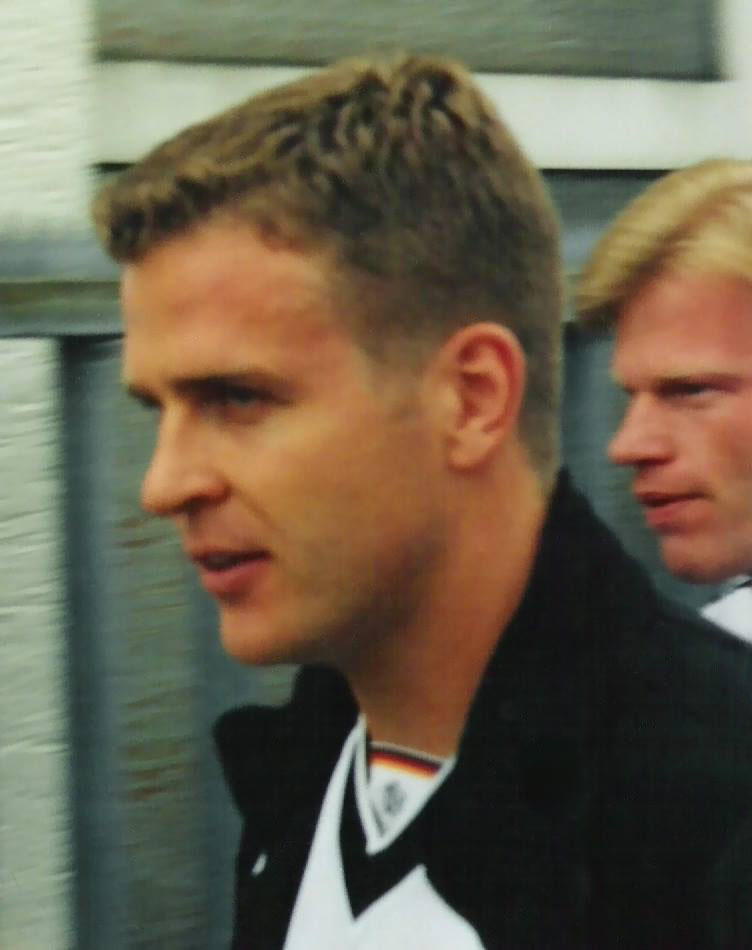
Оливер Бирхофф — автор первого «золотого гола» на чемпионате Европы (1996)

Золотой гол — метод, использовавшийся с 1993 по 2004 гг. в футболе в матчах стадии плей-офф для определения победителя в случае ничейного результата по окончании основного времени (90 минут). При этом назначается дополнительное время (2 тайма по 15 минут). Если в течение дополнительного времени команда забивает гол (такой гол называют «золотым»), то она становится победителем, и игра прекращается. Если по истечении дополнительного времени ни одной команде не удаётся забить гол, то победитель определяется с помощью серии послематчевых пенальти. Правило «золотого гола» очень похоже на правило овертайма в хоккее. 
Правило «золотого гола» было принято, чтобы стимулировать атакующий стиль игры и уменьшить количество серий послематчевых пенальти. Однако зачастую это приводило к обратному эффекту — команды начинали играть в «оборонительный» футбол, чтобы уменьшить шанс поражения.
Термин «золотой гол» и изменения в правилах были введены ФИФА в 1993 году. Правило не было обязательным, и решение о его использовании выносилось отдельно в рамках каждого первенства. На чемпионате Европы это правило было впервые применено в 1996 году, на чемпионате мира — в 1998 году.
Первый «золотой гол» на чемпионате Европы был забит в 1996 году в финальном матче между сборными Германии и Чехии немцем Оливером Бирхоффом.
Первый «золотой гол» в истории чемпионатов мира забил Лоран Блан в 1998 году в 1/8 финала и тем самым принёс победу сборной Франции в игре против Парагвая.
В феврале 2004 года МСФА принял решение, что после чемпионата Европы 2004 в Португалии правила золотого и серебряного гола должны быть удалены из правил игры. Начиная с чемпионата мира 2006 в Германии, правило «золотого гола» не применяется. Игра продолжается всё дополнительное время (30 минут) вне зависимости от количества забитых голов. Если по истечении дополнительного времени всё ещё ничья, то победитель определяется с помощью серии послематчевых пенальти.
В Карибском кубке 1994 года действовало правило, по которому забитый в дополнительное время золотой гол засчитывался за два. Это привело к необычному развитию событий в ходе одного из матчей турнира.

## В других игровых видах спорта
Правило золотого гола применяется и в хоккее с шайбой в официальных соревнованиях IIHF, матчах НХЛ и КХЛ, причём не только для матчей стадии плей-офф, но и в матчах различных круговых турниров. Однако, в отличие от футбола, золотой гол в хоккее с шайбой применяется в связи с запретом на ничейный результат матча, который обязывает в случае ничьей в основное время играть овертайм до первой заброшенной шайбы.